# Thibaut Fauconnet
Thibaut Fauconnet (Digione, 23 aprile 1985) è un pattinatore di short track francese.

## Biografia
Ha rappresentato la Francia ai Giochi olimpici invernali di Vancouver 2010 Soči 2014 e Pyeongchang 2018. È allenato dal commissario tecnico della nazionale Ludovic Mathieu.
Ai campionati europei di short track di Dresda 2010 ha vinto la medaglia di bronzo nei 500 metri e nei 3000 metri.
Nell'ottobre 2011 è stato sospeso per 18 mesi dalla International Skating Union (ISU), dopo essere risultato positivo ad un test antidoping. Gli sono anche state revocate tutte le medaglie ricevute ai Campionati europei di Heerenveen 2011 e Mladá Boleslav 2012.

## Palmarès
- Campionati europei

Krynica-Zdrój 2006: bronzo nei 1000 m;
Sheffield 2007: oro nei 500 m;
Ventspils 2008: bronzo nella staffetta 5000 m;
Dresda 2010: oro nei 3000 m; argento nei 1000 m; argento nei 1.500 m; argento in classifica generale;